# Opperarmbeen

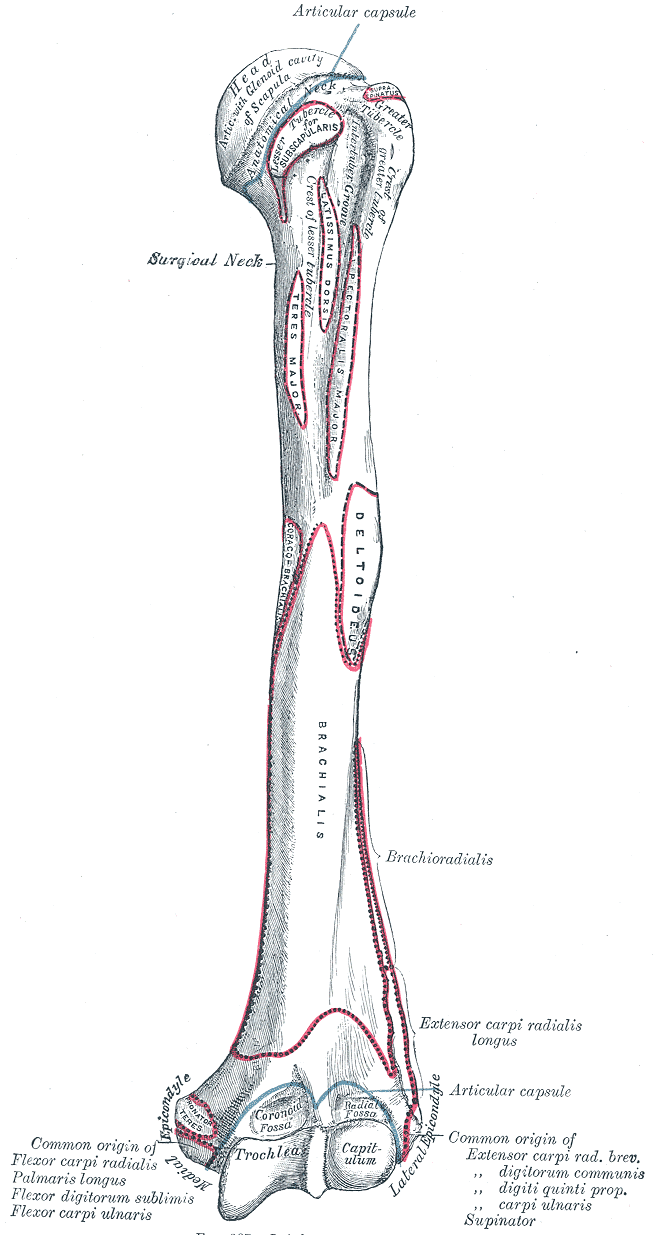
Tekening van het vooraanzicht van het linkeropperarmbeen

Het opperarmbeen of humerus is een pijpbeen dat zich tussen de schouder tot de elleboog bevindt. Het opperarmbeen heeft een lang lichaam, het corpus humeri, en twee knotsvormige uiteinden. Het proximale uiteinde is het uiteinde aan de schouder en het distale uiteinde is het uiteinde aan de elleboog.

## Proximale humerus
Het proximale uiteinde bestaat uit een kop, de anatomische nek, het groot en klein tuberkel en de schacht tussen beide tuberkels.
| Nederlandse naam           | Naam vermeld in de Nomina Anatomica (N.A.) |
| -------------------------- | ------------------------------------------ |
| Kop                        | Caput humeri                               |
| Anatomische nek            | Collum anatomicum                          |
| Groot tuberkel             | Tuberculum majus                           |
| Klein tuberkel             | Tuberculum minus                           |
| Schacht tussen 2 tuberkels | Sulcus intertubercularis                   |

### Het collum (de nek)
- De anatomische nek (collum anatomicum): deze bestaat uit een kleine depressie distaal van de gewrichtskop en is zeer klein, in tegenstelling tot het collum van het dijbeen.

- De chirurgische nek (collum chirurgicum): deze vormt de overgang tussen het proximale uiteinde en de schacht (corpus humeri). De naamgeving verwijst naar de predilectieplaats voor humerusfracturen. Dat betekent dat de opperarmbeen hier sneller zal breken of beschadigd zal worden dan op andere plaatsen. De nervus axillaris en de arteria circumflexa humeri posterior verlopen uit de oksel naar de streek van de musculus deltoideus. Deze overgang gebeurt posterior van de chirurgische nek. Bij een botbreuk in deze regio kunnen beide structuren beschadigd raken.

### Het caput (de kop)
De opperarmbeenkop is een halve bol die met kraakbeen bedekt is. Deze zit vast aan het schouderblad (scapula) met een synoviaal gewricht. De kop ligt in een kleinere komvormige uitsparing aan de laterale schouderbladzijde. De aldus gevormde gewrichtskom is de cavitas glenoides. Deze structuur laat veel bewegingsmogelijkheid toe. De bewegingen zijn abductie, adductie, elevatie, endorotatie en exorotatie.

### De tuberkels
| \|                                            |
| Figuur 1 : Tuberculum majus van voor bekeken. |
| \|                                            |
| Figuur 2 : Tuberculum minus van voor bekeken. |

De beide tuberkels vormen aanhechtingsplaatsen voor de vier spieren die deel uitmaken van de rotatorenmanchet (eng: rotator cuff). Deze spieren stabiliseren het glenohumerale schoudergewricht (de verbinding tussen cavitas glenoides en opperarmbeen).

#### Het tuberculum majus
Deze richel ligt aan de laterale zijde van het opperarmbeen en bevat zowel aan het bovengedeelte als aan de achterzijde een ruwe verdikking waaraan enkele spierpezen kunnen aanhechten. Functioneel worden drie delen onderscheiden:
- Pars superior: musculus supraspinatus;
- Pars media: musculus infraspinatus;
- Pars inferior: musculus teres minor.

#### Het tuberculum minus
Deze richel is kleiner dan het tuberculum majus en ligt aan de voorzijde van het opperarmbeen. Aan dit tuberkel hecht de musculus subscapularis aan.

### De sulcus intertubercularis
Tussen beide tuberkels bevindt zich een schacht, de sulcus intertubercularis. Deze schacht verloopt verder naar distaal tot waar het bovenste derde deel van het opperarmbeen overgaat in het middelste derde deel. De pees van de lange kop (caput longum) van de musculus biceps brachii verloopt doorheen deze groeve. Daarnaast bieden zowel de bodem als de laterale en mediale wanden van deze groeve aanhechtingspunten voor volgende spieren:
- Mediale wand: musculus teres major;
- Laterale wand: musculus pectoralis major;
- Bodem: musculus latissimus dorsi.

De laterale wand van de sulcus intertubercularis is continu met de tuberositas deltoidica. Deze knobbel bevindt zich ongeveer halverwege het opperarmbeen aan de laterale zijde. Op deze plaats hecht de musculus deltoides aan de humerus. Mediaal hiervan is een dunne ruwe rand die de aanhechting verzorgt van de musculus coracobrachialis.

## Het distale uiteinde van het opperarmbeen
|  |  |

|  |  |

schedel · wervelkolom · borstkas · borstbeen · schoudergordel · arm · bekkengordel · been

bot · gewricht · botten van de mens